# 747 Winchester
747 Winchester è un asteroide della fascia principale del diametro medio di circa 171,71 km. Scoperto nel 1913, presenta un'orbita caratterizzata da un semiasse maggiore pari a 2,9931735 UA e da un'eccentricità di 0,3439020, inclinata di 18,17486° rispetto all'eclittica.
Il suo nome è un omaggio alla città di Winchester, nel Massachusetts, da dove Joel Hastings Metcalf scoprì questo asteroide.